# Communauté de communes du Lussacois
Ne doit pas être confondu avec communauté de communes du Lussacais.
La  Communauté de communes du Lussacois  était une communauté de communes française, située dans le département de la Vienne et la région Nouvelle-Aquitaine.
Le 1er janvier 2017, une partie du Pays Chauvignois choisit de se regrouper avec la Communauté de communes du Montmorillonnais et la Communauté de communes du Lussacois pour former la communauté de communes Vienne et Gartempe.

## Composition
Elle est composée des communes suivantes :
| Nom                         | Code Insee | Gentilé      | Superficie (km2) | Population (dernière pop. légale) | Densité (hab./km2) |
| --------------------------- | ---------- | ------------ | ---------------- | --------------------------------- | ------------------ |
| Lussac-les-Châteaux (siège) | 86140      | Lussacois    | 28,06            | 2 320 (2014)                      | 83                 |
| Bouresse                    | 86034      | Bouressois   | 36,62            | 564 (2014)                        | 15                 |
| Civaux                      | 86077      | Civaliens    | 26,39            | 1 154 (2014)                      | 44                 |
| Gouex                       | 86107      | Gouexquis    | 18,16            | 507 (2014)                        | 28                 |
| Lhommaizé                   | 86131      | Lhommaizéens | 30,59            | 838 (2014)                        | 27                 |
| Mazerolles                  | 86153      | Mazerollais  | 21,25            | 847 (2014)                        | 40                 |
| Persac                      | 86190      | Persacois    | 59,41            | 798 (2014)                        | 13                 |
| Saint-Laurent-de-Jourdes    | 86228      |              | 17,96            | 208 (2014)                        | 12                 |
| Sillars                     | 86262      | Sillarois    | 60,79            | 634 (2014)                        | 10                 |
| Verrières                   | 86285      | Verriérois   | 19,58            | 986 (2014)                        | 50                 |

## Compétences
L'aménagement de l'espace et le développement économique.
La politique du logement et du cadre de vie.
L'intervention en matière d'amélioration de l'habitat.
La création et la gestion d'une Aire d'Accueil des Gens du Voyage
La gestion d'un patrimoine immobilier : gendarmerie et trésorerie, locaux mis à disposition de l'ADECL (association d'insertion sociale), hôtel des Deux Porches à Verrieres
La protection et la mise en valeur de l'environnement, avec d'une part l'élimination et la valorisation des déchets ménagers
Les actions en faveur de la Petite Enfance (haltes-garderies, crêches) avec notamment la création d'un Pôle Intercommunal de l'Enfance et de la Parentalité dont l'ouverture est prévue début septembre 2013 et des jeunes 6 à 18 ans (animations, centre de loisirs…)
L'aide aux associations d'intérêt communautaire : Maison des Jeunes et de la Culture, Office de Tourisme, Groupement des Acteurs Economiques Locaux.
La construction et la gestion d'un complexe Dojo et salle de gymnastique.
La gestion de la voirie communautaire, soit environ 234 km de voies communales.
La gestion et l'encadrement d'une équipe de 8 techniciens de VRD au service des communes membres.
La prise en charge du contingent incendie de l'ensemble des communes (quarante pompiers volontaires).

## Autres adhésions
- Civaux depuis le 1er janvier 2013.

La Communauté de communes du Lussacois est l'une des deux composantes du Syndicat Mixte du Pays Montmorillonnais (S.M.P.M.) avec la Communauté de communes du Montmorillonnais. Cet organisme a comme compétences : 
- l'élaboration, l'animation et l'évaluation des politiques contractuelles et de la Charte de pays ;
- la mise en place et l'animation du Pays ;
- la promotion et l'animation touristique ;
- la gestion du circuit du Val de Vienne implanté sur la commune Le Vigeant ;
- le soutien à l'insertion de personnes en difficulté à travers la valorisation et l'entretien des sentiers de randonnée labellisés du territoire du Pays.

## Histoire
L'histoire de l'intercommunalité en Lussacois a plus de 60 ans:
- En 1946 :création d'un Syndicat de voirie et d'ordures ménagères.
- En 1994, la Communauté de Communes du Lussacois était née.
- Le 1er janvier 2013:la commune de Civaux intègre la communauté de communes du Lussacois. Le territoire de la CCL est désormais identique à celui du canton de Lussac-les-Châteaux.
- Le 1er janvier 2017 : intégration à la communauté de communes Vienne et Gartempe

## Liste des présidents
| Période                                  | Période | Identité            | Étiquette | Qualité                                  |
| ---------------------------------------- | ------- | ------------------- | --------- | ---------------------------------------- |
| 1998                                     | 2001    | Jean-Claude Compain |           | Maire de Lussac-les-Châteaux (1994-2001) |
| -                                        | 2014    | Thierry Mesmin      | PS        | Maire de Persac (2008-2014)              |
| 2014                                     | 2016    | Hervé Jaspart       | DVD       | Maire de Civaux (depuis 2001)            |
| Les données manquantes sont à compléter. |         |                     |           |                                          |